# Corky McClerkin
Wilbon „Corky“ McClerkin (* 1941 oder 1942; † 7. Juni 2015 in Chicago) war ein US-amerikanischer Jazzpianist und Keyboarder, der in der Musikszene von Chicago aktiv war.

## Wirken
McClerkin folgte Herbie Hancock als Pianist in der Jazzband der Hyde Park High School nach. Er studierte zunächst an der Roosevelt University und erwarb den Master in Urban Studies an der Loyola University. Als Pianist und musikalischer Leiter arbeitete er für die Sängerin Sasha Dalton und trat mit Jazzmusikern wie Elvin Jones, Jack DeJohnette, Sonny Stitt und Dee Dee Bridgewater auf. Auf dem Label Southport Records veröffentlichte McClerkin in den 1990er-Jahren das Album The Power of One. In den Genres von Hardbop, Latin Jazz und Soul Jazz agierend, war er von Ramsey Lewis, Herbie Hancock und von Ahmad Jamal beeinflusst. McClerkin war nach Tom Lord zwischen 1980 und 2014 an fünf Aufnahmesessions beteiligt, zuletzt noch mit Jimmy Ellis. Er kam im Juni 2015 zusammen mit seiner Frau bei einem Autounfall ums Leben.

## Diskographische Hinweise
- Searchin' for the Soul (WinCor, 1983)
- Island of Dreams (WinCor, 2001)

## Schriften
- Undercurrents, Korwin Enterprises, 1978, ISBN 978-0-615-17872-1 (Sammlung von Kurzgeschichten)